# Tractatus de Herbis
El Tractatus de Herbis (Sloane 4016) es un tratado de plantas de origen italiano, pintado en torno a 1440 y conservado en la British Library de Londres.

## Descripción

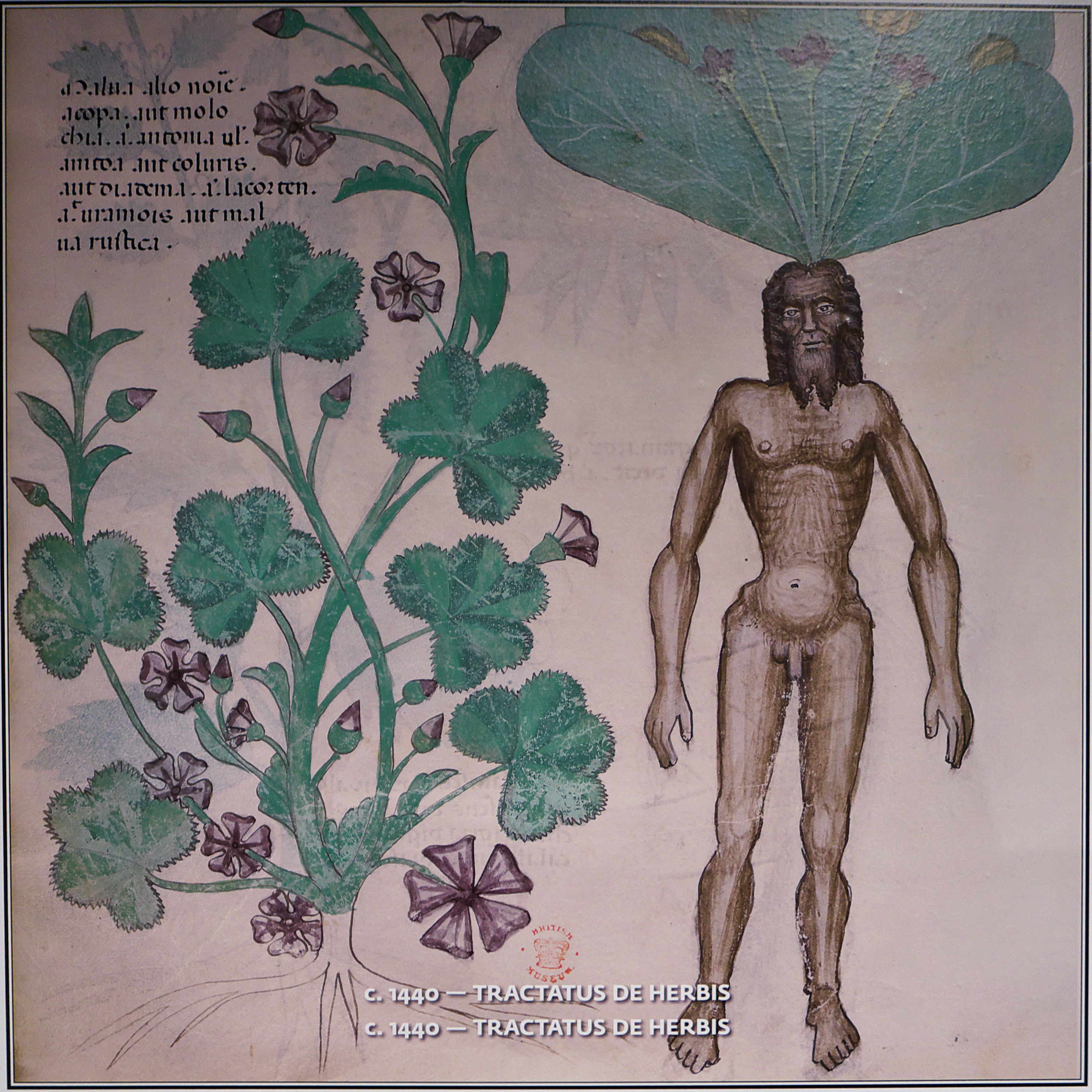
Mandrake

En la Edad Media, la medicina fue la rama de la ciencia más influenciada por los múltiples componentes culturales que contrubuyeron a formar la sociedad. Los herbarios preservan los textos griegos y árabes de la Antigüedad y describen los usos medicinales de las plantas. Los textos más importantes fueron traducidos al latín y a menudo ilustrados.
Los doctores y physici que tenían a su cargo a los pacientes habrían podido, probablemente, componer diccionarios multilingües, pero su manejo habría sido difícil y no habría sido sencillo realizar una consulta rápida. Ante este problema emergió una solución ciertamente más eficaz: representar las plantas y acompañar estas ilustraciones con su nombre en diversas lenguas. Se trataba, en resumidas cuentas, de un lenguaje visual que permitía entenderse mejor. Estas obras ilustradas que carecían de texto y que fueron concebidas como “intérpretes gráficos” se convirtieron en álbumes que transformaron la literatura botánica: efectivamente, ya no era necesario ilustrar las obras que versaban sobre las plantas y sus usos, pues esto ya existía en los álbumes, que podían ser consultados y usados por lectores que cualquier lengua. 

Este tratado de plantas y otros simples fue concebido para evitar confusiones entre las distintas formas de designar las plantas medicinales. En él, las representaciones de plantas se acompañan de sus diversas denominaciones en las distintas culturas que se servían de ellas, información destinada a evitar la posible administración a un paciente de un simple que no se correspondiera con el prescrito por los médicos. La obra  conectaba las poblaciones de la Edad Media gracias a su discurso visual, basado en la imagen, que además muestra cómo en la Edad Media se dominaba perfectamente la técnica de la comunicación visual con una insospechada modernidad.
Las imágenes de las plantas, a veces yuxtapuestas, ocupan la totalidad de los folios del manuscrito y vienen únicamente acompañadas de las distintas leyendas, sin ninguna otra explicación. Estas plantas aparecen dibujadas sin tierra, «con un estilo pictórico a medio camino entre el realismo y la abstracción»1. Además de numerosas ilustraciones botánicas, el herbario contiene muchas imágenes de animales y de distintos aspectos de la vida medieval2.
El manuscrito es un volumen de 109 folios de pergamino de gran formato (± 365 x 265 mm) ilustrado con casi 500 representaciones policromadas de plantas, animales y minerales utilizados durante la Edad Media como materias primas para producir medicamentos. Estas ilustraciones incluyen también algunas representaciones de personajes (ff. 2r, 44v, 98v), de una momia (f. 62r), de partes de animales (p. e., cornamentas de ciervos, f. 34v) y de productos manufacturados (p. e., la cera, f. 30r).
Aunque esté desprovisto de firma, colofón o cualquier elemento explícito de localización y datación, se atribuye tradicionalmente al norte de Italia, sin duda a Lombardía, y se fecha hacia 1440 gracias a su escritura de tipo gótico. Sabemos que perteneció al marqués de Magny, Nicolas Joseph Foucault (1643- 1721), y al coleccionista inglés Hans Sloane (1660-1753)3, antes de entrar a formar parte de las colecciones del British Museum, fundado en 1753.